# Je me souviens (film, 2009)
Pour les articles homonymes, voir Je me souviens (homonymie).
Je me souviens est un film québécois réalisé par André Forcier, sorti en 2009.

## Synopsis
En 1949, Robert Sincennes, père de Louis et adhérent à la pensée communiste membre du Parti ouvrier progressiste, se présente à la présidence du syndicat de la Sullidor Mining, une compagnie située en Abitibi. Après la mort accidentelle de son rival, il prend la tête du syndicat, ce qui finira par le faire partir en exil. Une dizaine d'années après le couronnement de son père, Louis Sincennes se lie d'amitié avec Anita « Némésis » Bombardier. Ils se marieront par la suite.

## Fiche technique
- Titre : Je me souviens
- Réalisation : André Forcier
- Scénario : André Forcier et Linda Pinet
- Production : 
  - Producteurs : Linda Pinet
  - Producteur associé : Daniel Gagné
  - Producteur exécutif : Pascal Maeder (en) et André Forcier
- Société de production : Les Films du Paria
- Distribution :  Atopia (en)
- Images : Daniel Jobin
- Concepteur visuel : Gilles Aird
- Costumes : Maory Gastelo
- Preneur de son : Louis Desparois
- Montage : Linda Pinet
- Concepteur sonore : Louis Desparois
- Musique : Edvard Grieg (1843-1907)

- Peer Gynt  - Dans l'antre du roi de la montagne
- Pays d'origine :  Canada
- Format : Noir & Blanc

- Durée : (88 minutes)
- Date de sortie :
  - 6 mars 2009 au  Québec

## Distribution
- Michel Barrette : Maurice Duplessis
- Céline Bonnier : Mathilde Bombardier
- Hélène Bourgeois Leclerc : Anita Sincennes
- David Boutin : Richard Bombardier
- Pierre-Luc Brillant : Robert Sincennes
- France Castel : Martha Taylor
- Julie du Page : Marguerite Karsh
- Roy Dupuis : Liam Hennessy
- Rémy Girard : Monseigneur Madore
- Gaston Lepage : Amédée Maréchal
- Alice Morel-Michaud: Némésis
- Charles-Olivier Pelletier : Louis Sincennes (enfant)
- Renaud Pinet-Forcier : Louis Sincennes (adolescent)
- Marc Fournier : Abbé
- Mario Saint-Amand : Roch Devos
- Doris St-Pierre : Iram Taylor

## Autour du film
- Je me souviens est la devise du Québec.
- Parti ouvrier progressiste est un parti existant de 1941 à 1957 sous la loi du cadenas.